# Berta Wilhelmi
Berta Wilhelmi (* 15. Mai 1858 in Heilbronn, Deutschland; † 29. Juli 1934 in Granada, Spanien) war eine deutsch-spanische Pädagogin, Geschäftsfrau und Philanthropin. Sie leitete Unternehmen, errichtete ein Sanatorium für Tuberkulosekranke, setzte sich für die Gleichstellung von Männern und Frauen ein, gründete Kantinen und Schullager.

## Leben und Werk
Wilhelmi war die Tochter des Fabrikanten Philipp Ferdinand Wilhelmi und der Schriftstellerin Hedwig Henrich-Wilhelmi. Ihre Eltern besaßen bei Schriesheim eine Papierfabrik, die zweimal abbrannte. Dies veranlasste 1858 den Umzug der Familie nach Granada, wo ihr Vater zwei Papierfabriken betrieb. Die erste Fabrik wurde am Paseo de la Bomba errichtet, kurz darauf eine weitere Fabrik El Blanqueo, heute die Gemeinde Pinos Genil.
Mit achtzehn Jahren heiratete sie Fernando Dávila de León y Zea, der aus einer Adelsfamilie in Granada stammte. Sie bekam mit ihm zwei Kinder, die sie in deutscher Sprache und Kultur unterrichtete, und reiste häufig nach Deutschland. Das Datum ihrer Scheidung ist nicht bekannt, aber 1912 heiratete sie den Fabrikleiter Don Eduardo Domínguez, von dem sie sich nach wenigen Jahren wieder scheiden ließ.

## Unternehmerin
Von der Zeit um 1900 bis zu ihrem Tod leitete sie die von der Familie in Pinos Genil gegründete Papierfabrik, die bis Anfang der 1930er Jahre in Betrieb war. Nach dem Tod ihres Vaters im Jahr 1896 übernahm sie die Leitung der Papierfabriken und bis zu dem Tod ihres Mannes 1898 gemeinsam mit ihm. Zusammen mit ihrem Sohn baute sie das Kraftwerk neben der Blanqueo-Fabrik, welches nicht nur ihre Fabrik mit Licht, sondern auch die umliegenden Dörfer versorgte.
1886 erreichte die Choleraepidemie Granada und zu dieser Zeit begann sie, die hygienischen Maßnahmen umzusetzen, die sie wahrscheinlich schon während ihrer Ausbildung in Deutschland und der Schweiz gelernt hatte. Sie begann, Latrinen mit fließendem Wasser einzurichten, erließ strenge Sauberkeitsmaßnahmen in den Fabriken, verbot die Überbelegung und änderte die Ernährung der Arbeiter. Bei einer zweiten Pockenepidemie 1901 wandte sie diese Maßnahmen zusammen mit Impfungen erneut an. Ihre Arbeiter waren die einzigen, die in Pinos Genil geimpft wurden und in diesem Gebiet waren die Sterblichkeit und die Ansteckungsgefahr geringer.
Sie beschäftigte sich auch mit Bienenzucht und präsentierte 1988 auf der Landwirtschaftsausstellung in der Alhambra im Palast Karls V. ein Muster mobiler Bienenstöcke der Modelle Dathe und Gravenhorst und führte diese Art von Bienenstöcken damit in Spanien ein.

## Wilhelmis philanthropisches und pädagogisches Wirken
1886 wurde mit Unterstützung der Königin Maria Cristina ein koedukatives Ferienlager in Almuñécar eröffnet, welches sie leitete. Es war das zweite in Spanien und das einzige, das von einer Frau geleitet wurde. 1889 wurde sie von der Königlichen Wirtschaftsgesellschaft der Freunde des Landes Granada für ihren Bericht über die Durchführung von Schulkolonien in dieser Provinz ausgezeichnet. Ziel der Kolonien war die Verbesserung der Gesundheits- und Hygienegewohnheiten. Daraufhin beauftragte die Gesellschaft sie mit der Organisation der Ersten Schulferienkolonie von Granada, der ersten in Spanien nach der des Pädagogischen Museums von Madrid.
Am 13. Oktober 1892 wurde in Madrid im Rahmen der Feierlichkeiten zum 400. Jahrestag der Entdeckung Amerikas der Spanisch-Portugiesisch-Amerikanische Pädagogische Kongress eröffnet, auf dem sie einen Vortrag über die Eignung der Frau für alle Berufe hielt.
1913 gründete sie eine koedukative Schule in Pinos Genil, eine öffentliche Bibliothek mit 600 Büchern, verteilte gesundes Frühstück, Winterkleidung, schuf die Schulsuppe, die schließlich zur Schulkantine wurde, organisierte Ausflüge und kulturelle Veranstaltungen.

## Tuberkulose-Sanatorium Alfaguara
Wilhelmis hatte ihren zwölfjährigen Bruder Luis aus der ersten Ehe ihres Vaters durch Tuberkulose verloren. Sie dokumentierte über die Krankheit und die neuesten medizinischen Fortschritte zur Bekämpfung. Das erste dank ihrer Initiative gegründete Zentrum befand sich 1919 in einem Haus Las Acacias in El Purche. 1923 gründete sie ein Sanatorium für Tuberkulosepatienten in Alfaguara und die Einrichtung wurde von Königin Victoria Eugenia, der Präsidentin des Frauenrotkreuzes, gestiftet. 1924 organisierte sie ein Präventorium für Jungen und Mädchen mit allen Merkmalen einer Freiluftschule. Gemäß dem Dekret von 1924 wurde 1926 in Granada der Provinzrat zur Bekämpfung der Tuberkulose gegründet, dem sie auch in der Verwaltungsabteilung angehörte und für die Beschaffung von Geldern zuständig war.
Das Freiluftpräventorium blieb in den folgenden Jahren in Betrieb, aber zusätzlich wurde 1926 im Sanatoriumspark der Pavillon Luis Dávila für Kinder eingeweiht, der den Namen ihres kürzlich verstorbenen Sohnes erhielt.
Wilhelmi erlitt im Frühjahr 1931 einen Schlaganfall und starb 1934 in Granada.

## Ehrungen (Auswahl)
- November 1923: Großkreuz des Zivilordens der Wohltätigkeit[6]
- 1984: Pilar de Berta Wilhelmi in Granada wurde von ihren Erben nur 50 Jahre nach ihrem Tod gestiftet, als ihr Familienhaus am Paseo del Salón abgerissen wurde. Der Brunnen ist dafür bekannt, dass er im Sommer zu den kältesten Wasserquellen der Stadt zählt.[11]
- In Lanjarón befindet sich das Honigmuseum im Naturschutzgebiet Finca Berta Wilhelmi.[12]
- In der Stadt Pinos Genil ist die öffentliche Schule Berta Wilhelmi nach ihr benannt.[13]